# Pfarrhaus (Untereberfing)

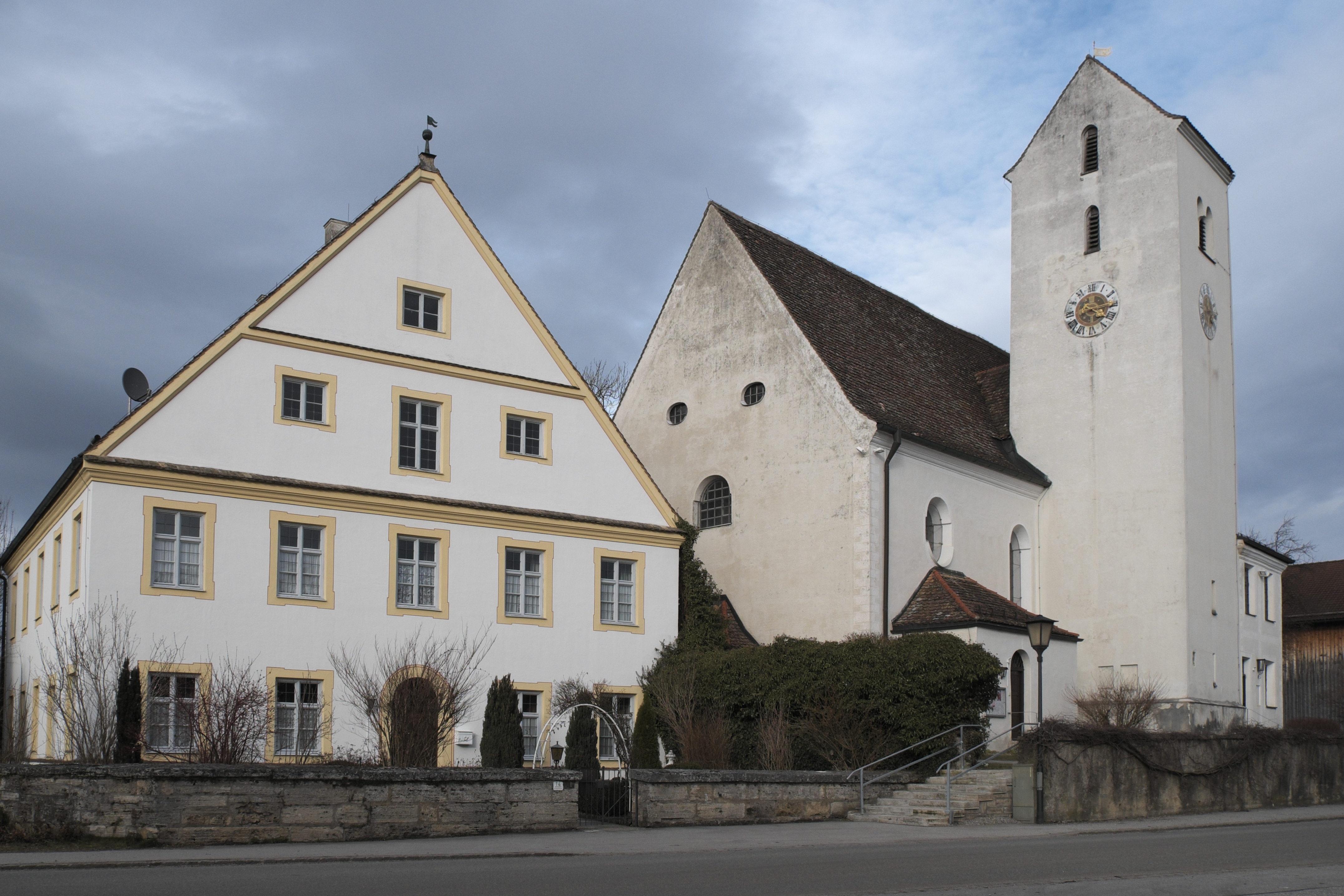
Pfarrhaus und Kirche St. Laurentius in Untereberfing

Das katholische Pfarrhaus in Untereberfing, einem Gemeindeteil von Eberfing im oberbayerischen Landkreis Weilheim-Schongau, wurde 1759/60 errichtet. Das Pfarrhaus an der Ettinger Straße 14, direkt neben der Pfarrkirche St. Laurentius, ist ein geschütztes Baudenkmal.
Der zweigeschossige Putzbau mit steilem Satteldach wird durch ein rundbogiges Portal erschlossen. Das Pfarrhaus besitzt fünf zu vier Fensterachsen.
In den straßenseitigen Räumen des Obergeschosses befinden sich vortreffliche Rokoko-Stuckaturen.